# Kabah

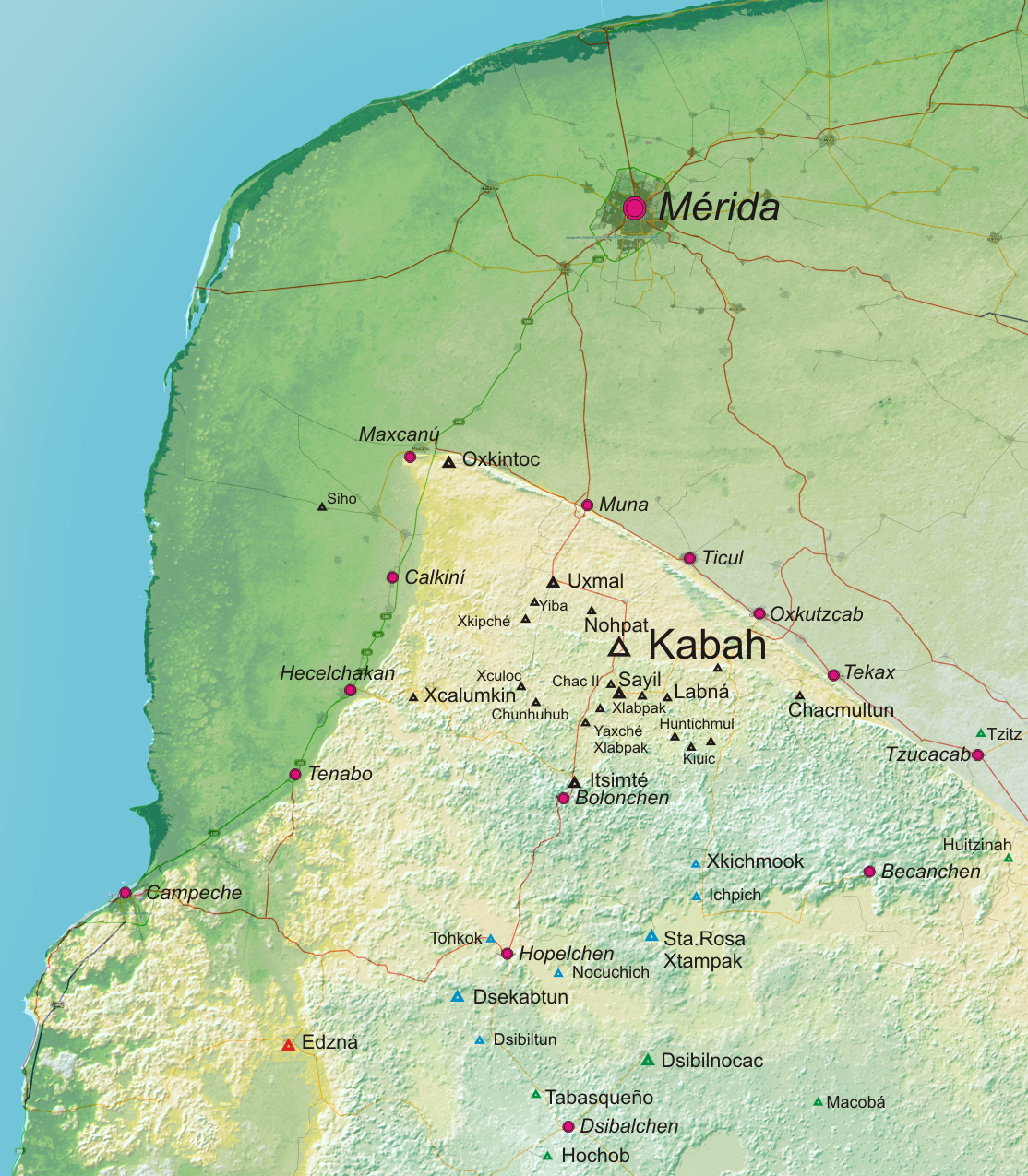
Kabah's läge i Puuc-regionen

Kabah är en prekolumbiansk arkeologisk lokal från Mayakulturen i den sydöstra delen av den mexikanska delstaten Yucatán.
Mayaruinen Kabah ligger strax söder om Uxmal, och blev tillsammans med de andra grannorterna Sayil, Xlapak och Labná inkorporerad med Uxmal i Unescos världsarvslista år 1996. Den är ansluten till Uxmal via en stor 18 km lång sacbé, en upphöjd 5 meter bred gångväg med monumentala valvbågar i varje ände. Kabah är den näst största ruinstaden med Puuc-stil i regionen efter Uxmal.
Namnet "Kabah"  härrör troligen från ålderdomligt mayaspråk för "stark hand". Det är ett namn på fyndplatsen från förcolumbiansk tid, som nämns i Mayakrönikor. Ett annat är Kabahaucan eller "kunglig orm i handen".
Området var bebott vid mitten av 200-talet före vår Kronologis början. Det mesta av i dag synlig arkitektur byggdes mellan sex- och tiohundratalet. Ett utskuret datum på dörrposten till en av byggnaderna anger året 879, förmodligen kring tiden för stadens höjdpunkt. Ett annat inristat datum 987, är ett av de senaste som huggits ut i klassisk Maya stil. Kabah övergavs eller åtminstone tillkom ingen ny ceremoniell arkitektur på flera århundraden före den spanska erövringen av Yucatán.
Den mest kända byggnaden i Kabah är "Maskernas Tempel", där fasaden är dekorerad med hundratals masker i sten av den långnästa regnguden Chaac. Det är även känt som Codz Poop, som betyder "rullad mattväv", från stenmosaikens mönster. Denna massiva upprepning av en enda uppsättning av element är ovanlig i Mayas konst, och används här för att skapa en unik effekt. 

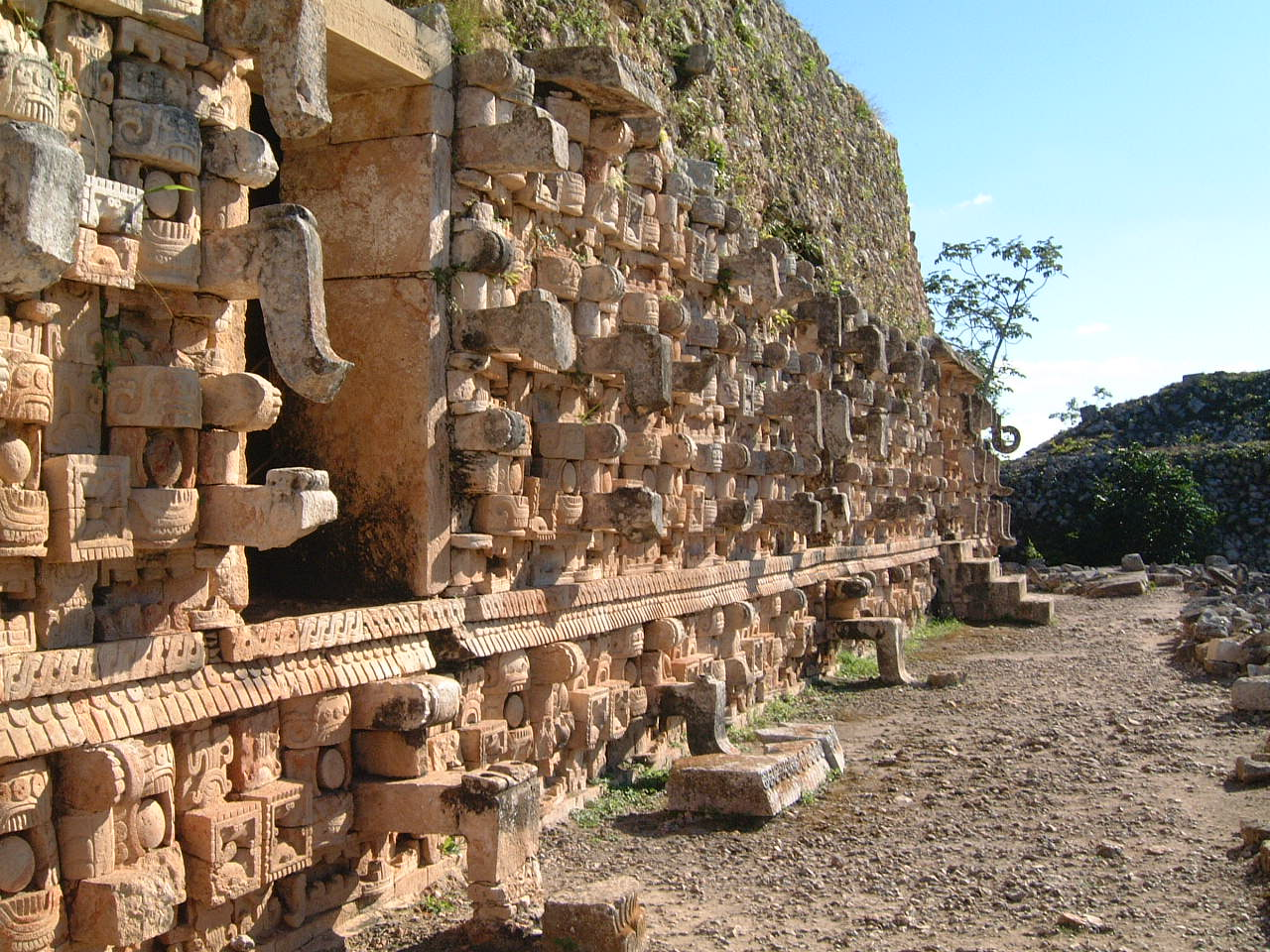
Codz Poop - Maskernas tempel.

Det finns gott om masker av åskguden på andra byggnader över hela staden. Copal, rökelse har uppdagats i några av regngudens stennäsor. Tyngdpunkten ligger på Chaac,  "Skördebeskyddaren", såväl här som vid de närliggande Puuc-ställena, vilket beror på knappheten på vatten i regionen. Här i denna torrare norra del av Yucatán finns inga cenotes, så områdets Maya får förlita sig helt på regn.
På fyndplatsen finns också ett antal andra palats, låga stenbyggnader och trappstegstempel; flertalet är Puuc-arkitektur.